# 九州大学応用力学研究所
九州大学応用力学研究所（きゅうしゅうだいがく おうようりきがくけんきゅうじょ、英語: Research Institute for Applied Mechanics Kyushu University : RIAM）は九州大学の附置研究所である。1951年発足。再生可能エネルギー、大気・海洋、核融合の3つの部門からなり、地球規模の環境問題、エネルギー問題に力学を用いて取り組み、環境保全と人類社会のモデル創生を目指している。
2010年度より共同利用・共同研究拠点（応用力学研究拠点）に指定されている。
施設を含め、多くは九州大学筑紫地区（福岡県春日市）に集約されている。

## 概要
1951年（昭和26年）4月1日、九州大学の流体工学研究所（1942年設立）と弾性工学研究所（1943年設立）を母体とし発足。設立当初は流体力学と材料工学が中心だったが、1962年（昭和37年）からの3年間で海洋災害研究部が発足、1966年（昭和41年）からの3年間で高エネルギー力学研究部が作られ、以後改組を繰り返しながら再生可能エネルギー、地球規模の大気・海、核融合の3つを柱とする部門体制が作られていった。
1951年の発足時以来「力学に関する学理及びその応用の研究」を掲げ、現在では地球の環境問題、エネルギー問題に取り組み、大型施設や共同研究を駆使して国際的に高い水準の成果を上げるとともに、世界の力学研究拠点となることを目指している。
2010年度より共同利用・共同研究拠点（応用力学研究拠点）に指定されている。

## 沿革
- 1942年 流体工学研究所が設立される。
- 1943年 弾性工学研究所が設立される。
- 1951年4月1日 上記の2研究所を母体とし、「流体及び弾性体に関する学理とその応用」を設置目的として、応用力学研究所が発足する。流体研究部、材料研究部の研究グループが発足。
- 1962年 海洋災害研究部が発足する。
- 1965年 研究所創設当初からあった津屋崎分室が、津屋崎海洋災害実験所として研究所の正式な附属施設となる。
- 1966年 高エネルギー力学研究部が発足する。
- 1973年 海洋災害部からの1部門と新増1部門を加えた、海洋環境研究部が発足する。
- 1975年 研究所は合計13部門の規模となる。高エネルギー力学研究部、海洋環境研究部、海洋災害研究部にそれぞれ1部門が増設される。
- 1983年 研究所は箱崎キャンパスから筑紫キャンパスに移転した。
- 1987年 高エネルギー力学研究部からの1部門振替により、附属施設「強磁場プラズマ・材料実験施設」が作られる。研究所は、15部門・2研究施設となる。
- 1997年4月1日 全国共同利用型附置研究所としてスタートする。また改組も行われ、「力学に関する学理及びその応用の研究」を設置目的とし、基礎力学部門（6分野）、海洋大気力学部門（5分野）、プラズマ・材料力学部門（4分野）の3研究部門と力学シミュレーション研究センター（3分野）と炉心理工学研究センター（3分野相当）の2研究センター、技術室となる。
- 1999年 新研究棟が旧棟に隣接して建設された。
- 2004年 九州大学は国立大学法人として独立し、応用力学研究所は大学附置研究所として定められる。
- 2007年 2センターが、東アジア海洋大気環境研究センタ−（3研究分野＋2兼任研究分野）、高温プラズマ力学研究センタ−（3研究分野）に改組された。
- 2010年 共同利用・共同研究拠点（応用力学研究拠点）となる。また再改組が行われ、新エネルギー力学、地球環境力学、核融合力学部門の3部門と2センターとなる。
- 2013年 自然エネルギー統合利用センターが設立される。
- 2017年 東アジア海洋大気環境研究センタ−が大気海洋環境研究センターに、高温プラズマ力学研究センタ−が高温プラズマ理工学研究センターにそれぞれ改組される。
- 2018年 データ支援室が設立される。
- 2022年 海洋プラスチック研究センターが設立される。
- 2023年 自然エネルギー統合利用センターが再生可能流体エネルギー研究センターに改組される。
- 2024年 分野融合室が設置される。

## 組織

### 部門
- 新エネルギー力学部門
  - 新エネルギー材料工学分野
  - エネルギー変換工学分野
  - 新エネルギーシステム工学分野
  - 生命エネルギー工学分野
  - 材料情報学分野
  - 数値流体力学（寄附研究部門）

- 地球環境力学部門
  - 大気海洋相互作用分野
  - 大気物理分野
  - 大気環境モデリング分野
  - 海洋動態解析分野
  - 海洋循環力学分野
  - 海洋リモートセンシング分野
  - 大気力学分野
  - 大気放射分野

- 核融合力学部門
  - 乱流プラズマ物理実験分野
  - 核融合シミュレーション分野
  - 理論プラズマ物理分野
  - プラズマ表面相互作用分野
  - 非平衡プラズマ力学分野
  - プラズマ情報制御分野
  - 先進乱流場計測分野
  - 位相空間計測分野
  - ビームプラズマ診断分野

### センター
- 大気海洋環境研究センター
  - 海洋力学分野
  - 気候変動科学分野
  - 海洋モデリング分野
  - 海洋変動力学分野
  - 大気環境科学分野
  - 気候モデリング分野
  - 大気物理分野
  - 大気環境モデリング分野
  - 大気力学分野
  - 大気放射分野

- 海洋プラスチック研究センター
  - 海域動態解析・予測分野
  - 海洋生態系影響評価分野

- 高温プラズマ理工学研究センター
  - 定常プラズマ理工学分野
  - 定常プラズマ加熱分野
  - 定常プラズマ制御学分野
  - 境界プラズマ実験解析分野
  - プラズマ波動理工学分野
  - 高温プラズマ計測分野
  - 高温プラズマ壁相互作用分野
  - 高温プラズマ情報制御理工学分野
- 再生可能流体エネルギー研究センター
  - 海洋再生可能エネルギー工学分野
  - 洋上風力エネルギー高度利用分野
  - 再生可能エネルギー複合利用分野
  - 次世代再生可能エネルギー技術分野
  - 乱流データ解析分野
  - 海洋モデリング分野

### 保有施設など

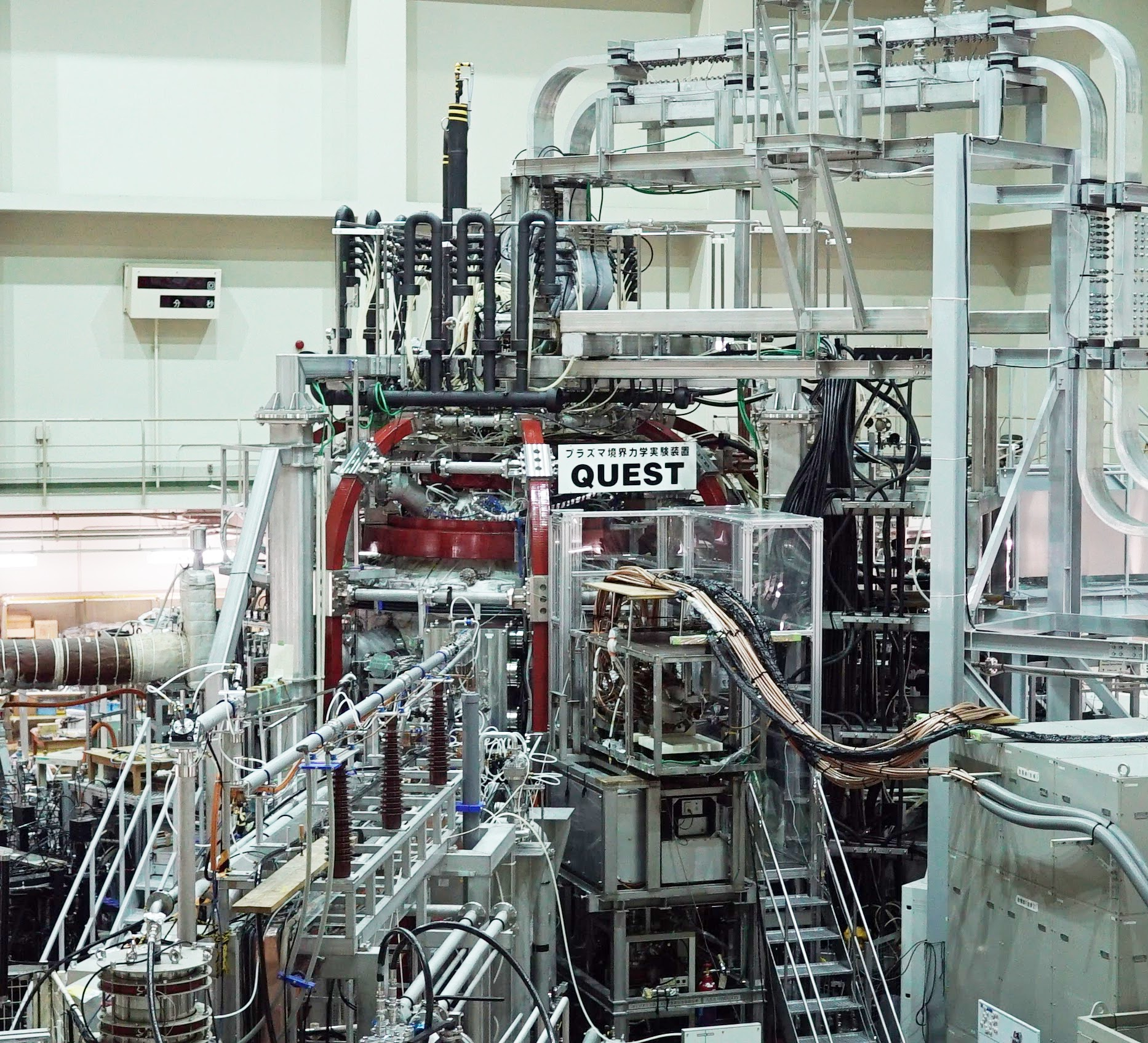
QUEST

- 分野融合室

- 技術室
  - 環境利用技術班
    - 材料開発係
    - 計測技術係

  - 大気海洋技術班
    - 観測技術係
    - 実験解析係

  - 核融合技術班
    - 構造分析係
    - 機器制御係

- QUEST

## 大学院教育
応用力学研究所では、下記専攻と連携して大学院教育を行っている。また、全国各大学の大学院からの特別研究学生を受け入れている。
- 九州大学大学院 総合理工学府
  - 材料理工学メジャー
  - デバイス理工学メジャー
  - プラズマ・量子理工学メジャー
  - 機械・システム理工学メジャー
  - 地球環境理工学メジャー